# Türkmén kulán
A türkmén kulán (Equus hemionus kulan) egyike az ázsiai vadszamár öt alfajának. Veszélyeztetett faj, Türkmenisztánban már csak egyes védett területeken fordul elő, de Kazahsztánban, Üzbegisztánban és Ukrajnában sikerült újra elterjeszteni.

## Megjelenése

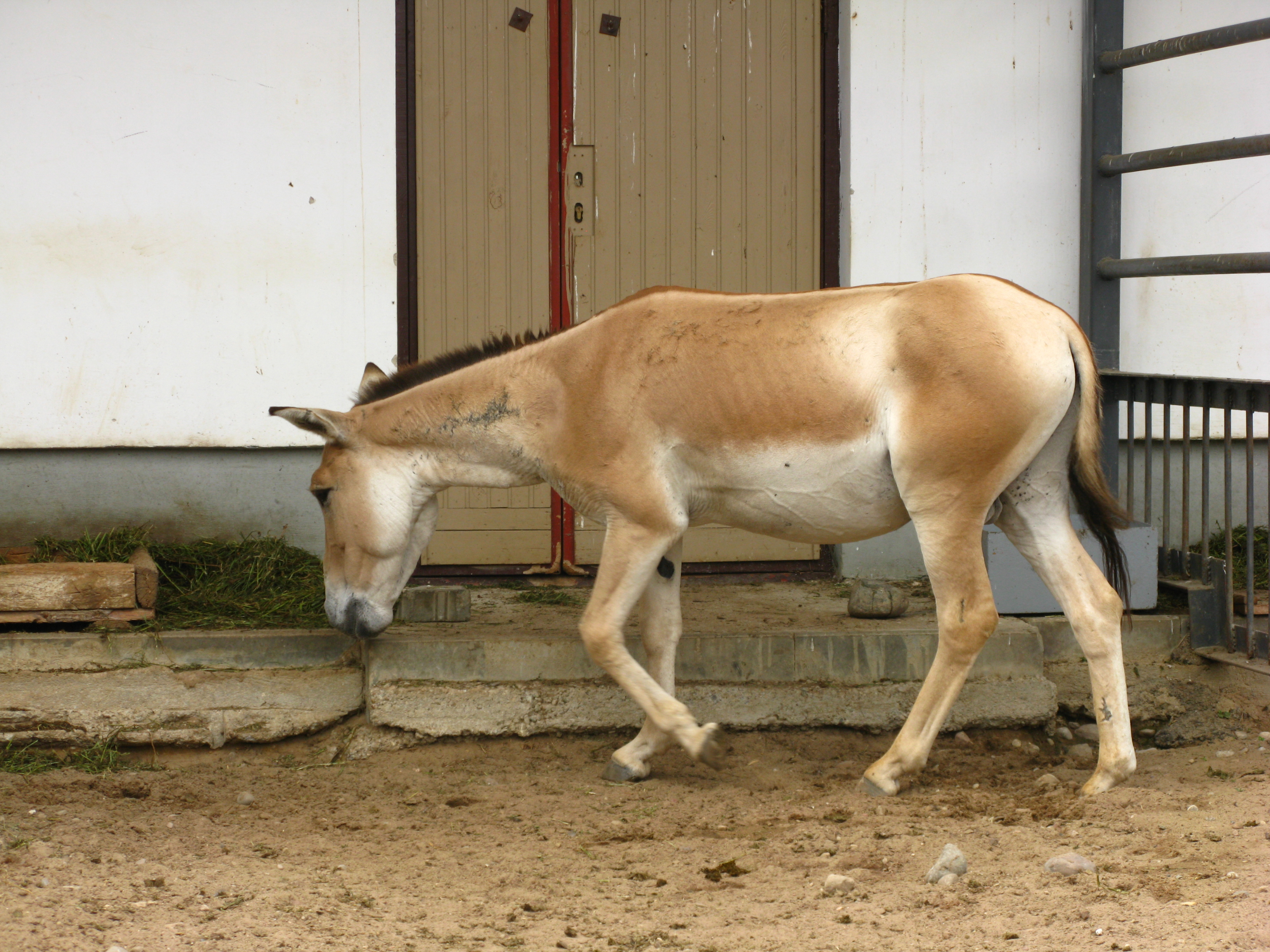

A türkmén kulán az egyik legnagyobb alfaja az ázsiai vadszamárnak. Hossza 200–250 cm, marmagassága 100–140 cm, súlya 200–240 kg. A hím nagyobb a nősténynél. Világos szőre van, gerince mentén sötétebb csík húzódik végig, csípőjénél, hasán és fenekén fehér foltok találhatóak. Sörénye és farokbojtja fekete. Hideg teleken sörénye sűrűbbé és szürkébbé válik.

## Életmódja
Étrendje különféle füvekből, bokrok hajtásaiból és más növényekből áll. Folyadékot is nagyrészt a növényekből vesz fel, bár gyakran megy vízhez is inni, különösen, amikor a kicsinyét szoptatja. A sivatag forrósága miatt inkább hajnalban és alkonyatkor aktív, amikor alacsonyabb a hőmérséklet. Ha veszélyben érzi magát, 70 km/h sebességgel képes futni.
Ragadozói a perzsa leopárd, a csíkos hiéna és legfőképp a szürke farkas. Régebben az olyan élőhelyéről kipusztult ragadozók, mint a kaszpi tigris és az ázsiai gepárd is vadásztak a türkmén kulánra.
A nőstények és kicsinyeik kis csordákban élnek. A domináns hím a vízhez közeli területeket védi és minden inni érkező nősténnyel párosodni próbál. A nőstény kb. egy évnyi vemhesség után egyetlen utódot ellik, aki aztán élete első két évében anyjával marad.

## Védelme
Annak ellenére, hogy az egykori Szovjetunióban már 1919-ben védett állattá nyilvánították, a mai Kazahsztán területén nem sikerült megóvni a kipusztulástól, és 1935–36 körül teljesen eltűnt. Türkmenisztánban jelenleg 1300 példánya él (ebből 850–900 a Badkhyz természetvédelmi területen, valamint további 445 példány hét másik területen, ahol sikerült újra meghonosítani). Az elmúlt években óriási csökkenés következett be a türkmenisztáni állományban: Badkhyz területén 1993-ban még 6000, 1998-ban 2400, 2000-ben 646 kulán élt. Kazahsztánban négy területen sikerült újra meghonosítani (itt kb. 900 példány él jelenleg), Üzbegisztánban pedig egy területen (itt 34-et számoltak).

## Fordítás
- Ez a szócikk részben vagy egészben  az   Equus hemionus kulan című olasz Wikipédia-szócikk ezen változatának fordításán alapul.  Az eredeti cikk szerkesztőit annak laptörténete sorolja fel. Ez a jelzés csupán a megfogalmazás eredetét és a szerzői jogokat jelzi, nem szolgál a cikkben szereplő információk forrásmegjelöléseként.